# Harald Langer-Hansel
Harald Langer-Hansel (* 16. September 1909 in Wien als Harald Hansel; † 30. Mai 1998 in Wien) war Beamter des Handelsministeriums und 1965–1974 als Nachfolger von Paul Bernecker Geschäftsführer der Österreichischen Fremdenverkehrswerbung, der gesamtösterreichischen Tourismuswerbeorganisation.
Er wurde als Sohn von Bruno Hansel (1881–1927) geboren, Gesellschafter des 1899 gegründeten Familienunternehmens Österreichische Pluvinsin-Actien-Gesellschaft, Wien 9., Kolingasse 19. (Pluvinsin war die Bezeichnung einer Lederimitation.) Nach der Matura am privaten Schottengymnasium in Wien absolvierte er zwei Semester an der Handelsakademie, studierte dann an der Universität Wien Rechtswissenschaft und wurde 1932 zum Doktor der Rechte promoviert.
Nach Gerichts- und Bankpraxis trat Harald Hansel in den öffentlichen Dienst und war 1933–1938, in der Zeit der Ständestaatsdiktatur,  Kabinettssekretär von Bundespräsident Wilhelm Miklas.
Nach dem „Anschluss“ Österreichs an das Deutsche Reich im März 1938 war er bis zu seiner Einberufung zur Luftwaffe im Jahre 1942 im wirtschaftlichen Verwaltungsdienst tätig.
1939 wurde er von Hermine Langer (1882–1963), Witwe des böhmischen Textilindustriellen Adolf Richard Langer (1869–1934), adoptiert und trug nun den Familiennamen Langer-Hansel. Er war Großneffe des Fabrikanten.
1945 trat er in den Dienst der US-amerikanischen Besatzungsverwaltung für wirtschaftliche Aufgaben, zu denen bereits der Wiederaufbau des Fremdenverkehrs in Österreich zählte. Nach einem Dienstjahr beim Bundesministerium für Vermögenssicherung und Wirtschaftsplanung (siehe Bundesregierung Figl I) und bei der Österreich-Hilfe im Bundeskanzleramt wurde er 1947 in der neuen Fremdenverkehrsabteilung im Bundesministerium für Handel und Wiederaufbau tätig.
Von 1948 an war Langer-Hansel am vom Ministerium neu eingerichteten Bundesarbeitsausschuss für Fremdenverkehr beteiligt, der dazu diente, in Zusammenhang mit dem Marshallplan wirtschaftliche Planungsentscheidungen zu ermöglichen.
Am 18. November 1954 wurde auf Langer-Hansels Betreiben als Nachfolgeorganisation für die dann nur mehr für Bahn- und Postwerbung zuständige Österreichische Verkehrswerbung GmbH zur touristischen Werbung im Ausland der Verein Österreichische Fremdenverkehrswerbung (ÖFVW) gegründet, dessen Obmann bis heute jeweils der Wirtschaftsminister ist. Zum Geschäftsführer wurde der bisherige Leiter der  Österreichischen Verkehrswerbung, Paul Bernecker, bestellt.
Langer-Hansel rückte 1955 zum Abteilungsleiter im Handelsministerium auf und wurde am 1. April 1965 Nachfolger Berneckers als ÖFVW-Geschäftsführer. In seiner Amtszeit konnte die touristische Werbung für Österreich im Ausland beträchtlich ausgeweitet werden; das verfügbare Budget stieg von 39 Millionen (1965) auf 150 Millionen Schilling (1974).
1970 initiierte Langer-Hansel die Gründung der touristischen Werbegemeinschaft der Donauanrainerstaaten und leitete sie bis 1982.
Anlässlich seiner Pensionierung am 30. Juni 1974 wurde ihm der Amtstitel Sektionschef i. R. verliehen. Seine Nachfolger als Geschäftsführer wurden 1974–1987 Helmut Zolles als erster  und 1974–1999 Frank Kübler als zweiter Geschäftsführer.
Als Pensionist war Langer-Hansel Vorsitzender des damals unter dem Motto Pro Austria Nostra aufgetretenen Vereins Europa Nostra Austria, der sich gemeinsam mit den einschlägigen Vereinen in den meisten europäischen Staaten als Stimme des Kulturerbes in Europa bezeichnet.
Langer-Hansel wohnte in Wien, im 13. Bezirk, und wurde auf dem Friedhof Mauer im benachbarten 23. Bezirk im auf Friedhofsdauer bestehenden Familiengrab bestattet.